# Phacellaria rigidula
Phacellaria rigidula là một loài thực vật có hoa trong họ Santalaceae. Loài này được Benth. miêu tả khoa học đầu tiên năm 1880.